# The Official Album of the 2002 FIFA World Cup
A 2002-es labdarúgó-világbajnokság hivatalos zenei albuma különböző előadókkal készült a Dél-Korea és Japán által rendezett 2002-es labdarúgó-világbajnokság hivatalos albumaként.
"Miután az 1998-as labdarúgó-világbajnokság hivatalos himnuszának számító Ricky Martin-szám, a The Cup of Life világsláger lett, a Nemzetközi Labdarúgó-szövetség úgy érezte, hogy a 2002-es torna előtt már egy teljes albumot kell kiadnia."

## Zeneszámok listája
1. Boom – Anastacia
2. We’re on the Ball – Ant & Dec
3. Live for Love United – Pascal Obispo
4. Something Going On (Crack It) – Bomfunk MC’s
5. Let’s Get Loud – Jennifer Lopez
6. Sunrise – Safri Duo
7. World at Your Feet – Lara Fabian
8. Let It Out – A1 (band)
9. Party, The – Nelly Furtado
10. True East Side – G.O.D. (The)
11. We Will Be Heroes – Die Toten Hosen
12. Anthem – Vangelis
13. Fever – Elisa
14. Bringing the World Back Home – OV7
15. BLZ – Mondo Grosso
16. Shake the House – Monica Naranjo
17. One Fine Day – OperaBabes
18. Brave, Strong and True – Bongo Maffin
19. Gol – Communion
20. Official Anthem of the 2002 FIFA World Cup – Vangelis

## Lásd még
- A labdarúgó-világbajnokságok hivatalos dalai

## Fordítás
- Ez a szócikk részben vagy egészben  a   The Official Album of the 2002 FIFA World Cup című angol Wikipédia-szócikk fordításán alapul.  Az eredeti cikk szerkesztőit annak laptörténete sorolja fel. Ez a jelzés csupán a megfogalmazás eredetét és a szerzői jogokat jelzi, nem szolgál a cikkben szereplő információk forrásmegjelöléseként.